# The Struts
The Struts son una banda británica de rock originaria de Derby, Derbyshire, Inglaterra. La banda está compuesta por el vocalista Luke Spiller, el guitarrista Adam Slack, el bajista Jed Elliott y el batería Gethin Davies. Formada en 2009, originalmente estaba compuesta por Spiller, Slack, el bajista Jamie Binns y el baterista Rafe Thomas.
Las influencias de la banda incluyen Queen, The Darkness, The Rolling Stones, Aerosmith, Def Leppard, The Killers, The Smiths, Oasis, The Libertines, The Strokes, y My Chemical Romance.

## Carrera

### Formación y primeros años

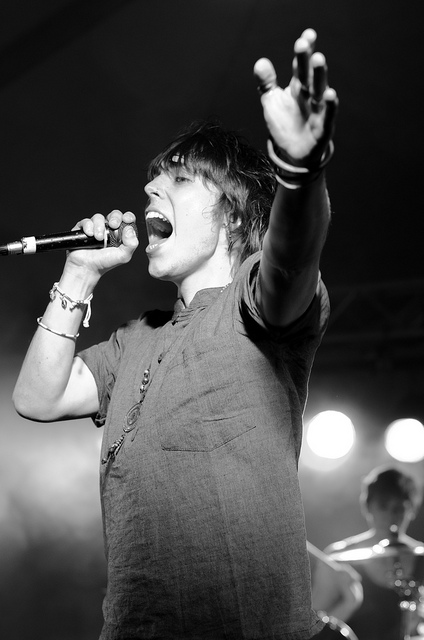
Luke Spiller en un concierto en 2012

El cantante-compositor Luke Spiller creció en Bristol en una familia cristiana. Fue expuesto en su mayoría a la música gospel, hasta la edad de siete años, cuando descubrió el álbum de Michael Jackson, Off the Wall. Inspirado por Jackson, su aspiración inicial fue convertirse en bailarín contemporáneo, pero a la edad de 11, ya estaba escuchando a Led Zeppelin, Queen, AC/DC, y Leonard Cohen, y además de pretender que era Jackson en frente del espejo, también imitaba a Bon Scott y Freddie Mercury. Comenzó a tocar en bandas en su adolescencia, comenzando a cantar a los 16.
En 2009, Spiller, quien entonces vivía en Clevedon, conoció al guitarrista/compositor Adam Slack, quien también había formado parte de bandas desde su adolescencia. En aquella época, cada una de sus bandas se estaba "rompiendo en pedazos," y Slack y Spiller rápidamente conectaron musicalmente. Spiller se mudó a Derby, donde él y Slack vivieron, escribieron, y grabaron juntos por tres años. Reclutaron a sus amigos Jamie Binns y Rafe Thomas para tocar el bajo y la batería. En 2012, Binns y Thomas fueron reemplazados por el bajista Jed Elliott y el batería Gethin Davies.

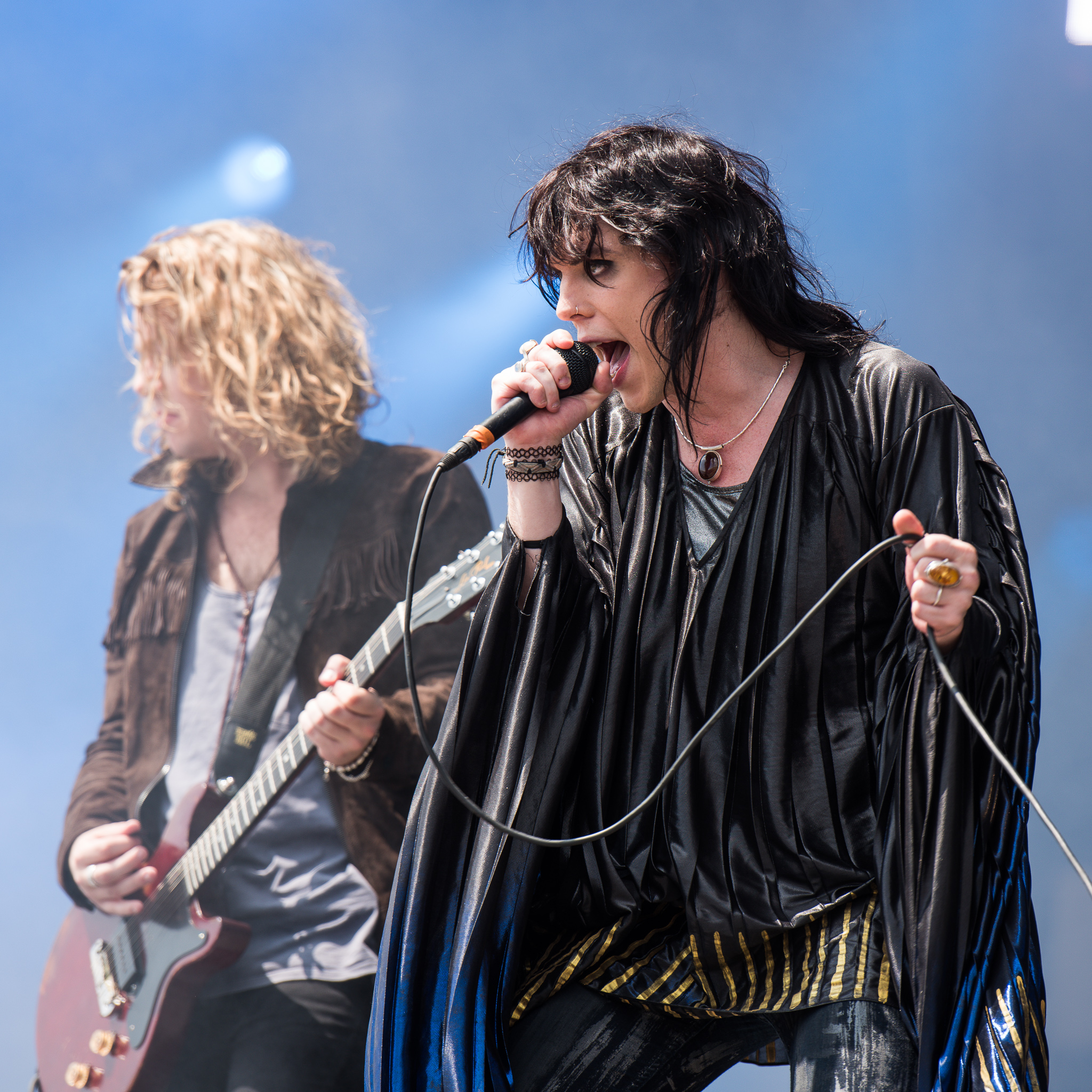
Los cofundadores Adam Slack (izquierda) y Luke Spiller (derecha) actuando en 2016.

La banda eligió el nombre The Struts debido a un comentario hecho antes de un ensayo. Spiller dijo en una entrevista de 2015, "Estaba andando y alguien dijo, 'you strut around a lot.' Desde entonces, sabíamos que teníamos un gran nombre."
La banda actuó frecuentemente alrededor del Reino Unido. Lanzaron su primer sencillo "I Just Know" en junio de 2012. Firmaron con Future Records, pero se fueron con Virgin EMI y lanzaron un EP titulado Kiss This.
The Struts hicieron giras por Inglaterra y Francia, y en 2014 actuaron delante de 80.000 personas como teloneros de The Rolling Stones en París. Ese verano, hicieron una gira de 24 fechas en la que se incluía el Isle of Wight Festival.
Debido a que la reputación de The Struts como banda creció, su audiencia también lo hizo, y sus conciertos llenaban el aforo. El talento como líder de la banda de Spiller fue descrito por los medios como "una fuerza de la naturaleza". Su aspecto y su presencia en el escenario lo llevaron a ser referido como "el hijo musical de Freddie Mercury y Mick Jagger".
Mike Oldfield reclutó a Spiller para cantar en su álbum de 2014, Man on the rocks.
La primera actuación en televisión de The Struts fue en Vintage TV en el apartado de 'Live Sessions,' apareciendo junto a Toyah, Nik Kershaw y Judie Tzuke.  La banda tocó los sencillos, 'Kiss This' y 'Could Have Been Me'.

### Everybody Wants(2014–2017)

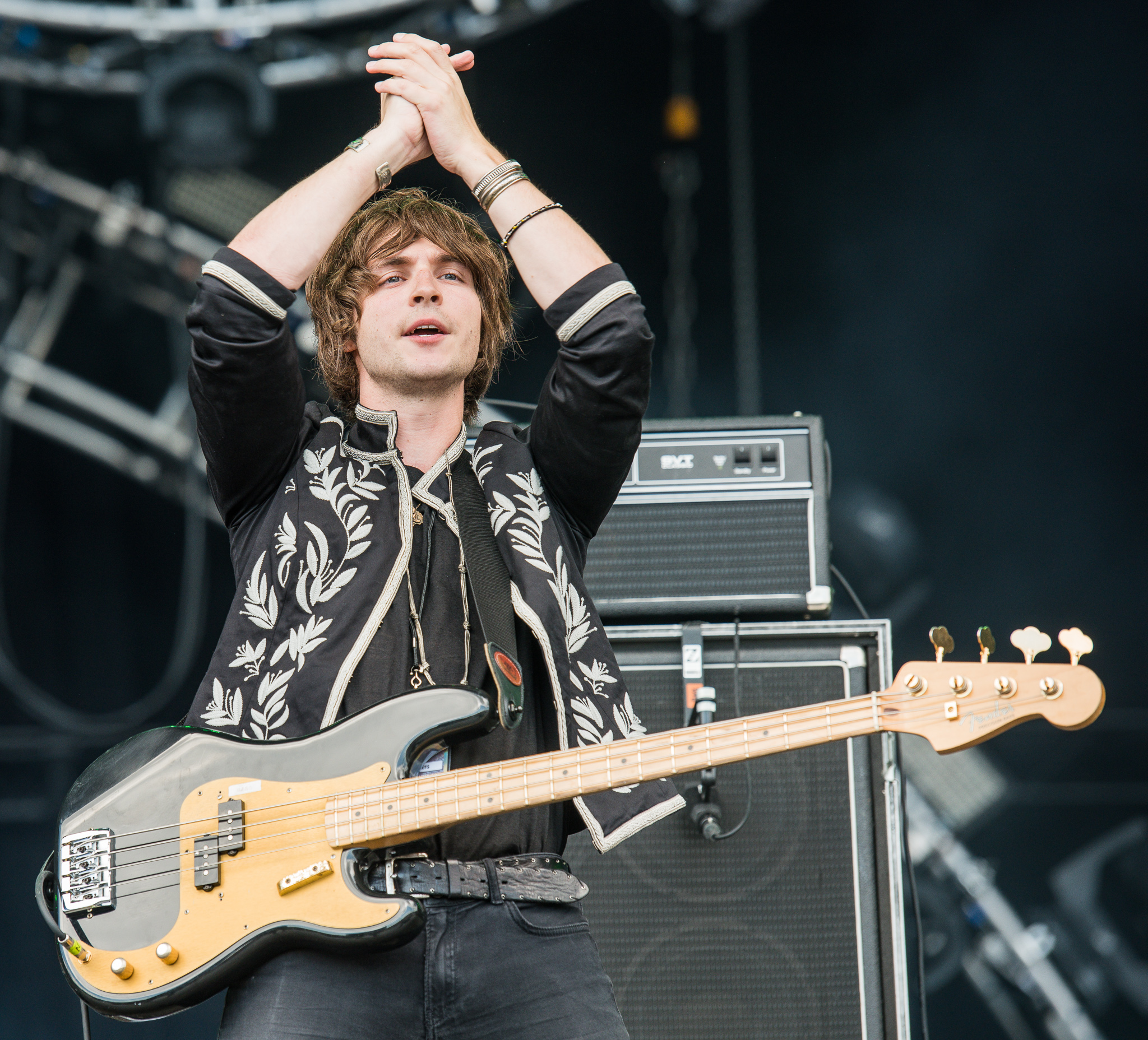
Jed Elliott actuando en 2016

Everybody Wants, su álbum de estudio debut, fue lanzado en julio de 2014 en el Reino Unido. Entre en las listas del Reino Unido y recibió críticas positivas. A principios de 2015, The Struts firmaron un contrato con Interscope Records/Polydor y en agosto de ese año lanzaron el EP Have You Heard, su primer lanzamientos en Estados Unidos. Comenzaron una gira en septiembre de ese año. Las entradas se vendieron por completo en 20 fechas, oncluyendo en su concierto debut en Los Ángeles en The Troubador, entradas que se vendieron en media hora. "Could Have Been Me", el sencillo principal, consiguió el Número 1 en la lista de Spotify "Viral Top 50", N.º 4 en la lista de sencillos de rock de iTunes y el Top 5 en la lista de sencillos alternativos de Estados Unidos. El videoclip del sencillo, dirigido por Jonas Åkerlund, obtuvo más de 1.5 millones de reprpducciones en menos de dos meses de su lanzamiento.
The Struts se mudaron a Los Ángeles a principios de 2015. Su primera aparición televisiva en Estados Unidos fue en Jimmy Kimmel Live! En agosto de 2015. En diciembre de 2015 actyaron en el Late Night with Seth Meyers.
En enero de 2016, fue anunciado que The Struts lanzaron de nuevo Everybody Wants el 4 de marzo en Freesolo/Interscope Records/Universal Music con cuatro canciones no incluidas en el lanzamiento original.
El 9 de agosto de 2016, fueron teloneros de la banda Guns N' Roses para su gira Not In This Lifetime en el AT&T Park en San Francisco, debutando con su sencillo debut "Put Your Hands Up."
El 3 de marzo de 2017 la banda lanzó "Live And Unplugged" un EP de 5 canciones acústicas que incluía un cover de "Hotline Bling"
En julio de 2017, fueron teloneros de la banda The Who en Quebec, actuando para más de 80.000 personas, su mayor aforo hasta la fecha.
El 23 de septiembre de 2017 telonearon a The Rolling Stones durante la gira #nofilter en Lucca, Italia.
El 12 de octubre de 2017 The Struts fueron teloneros de Foo Fighters en Washington D. C. en el estadio The Anthem como parte de la gira Concrete and Gold.

### Young & Dangerous, Gira junto a Foo Fighters y la Gira Body Talks (2018)

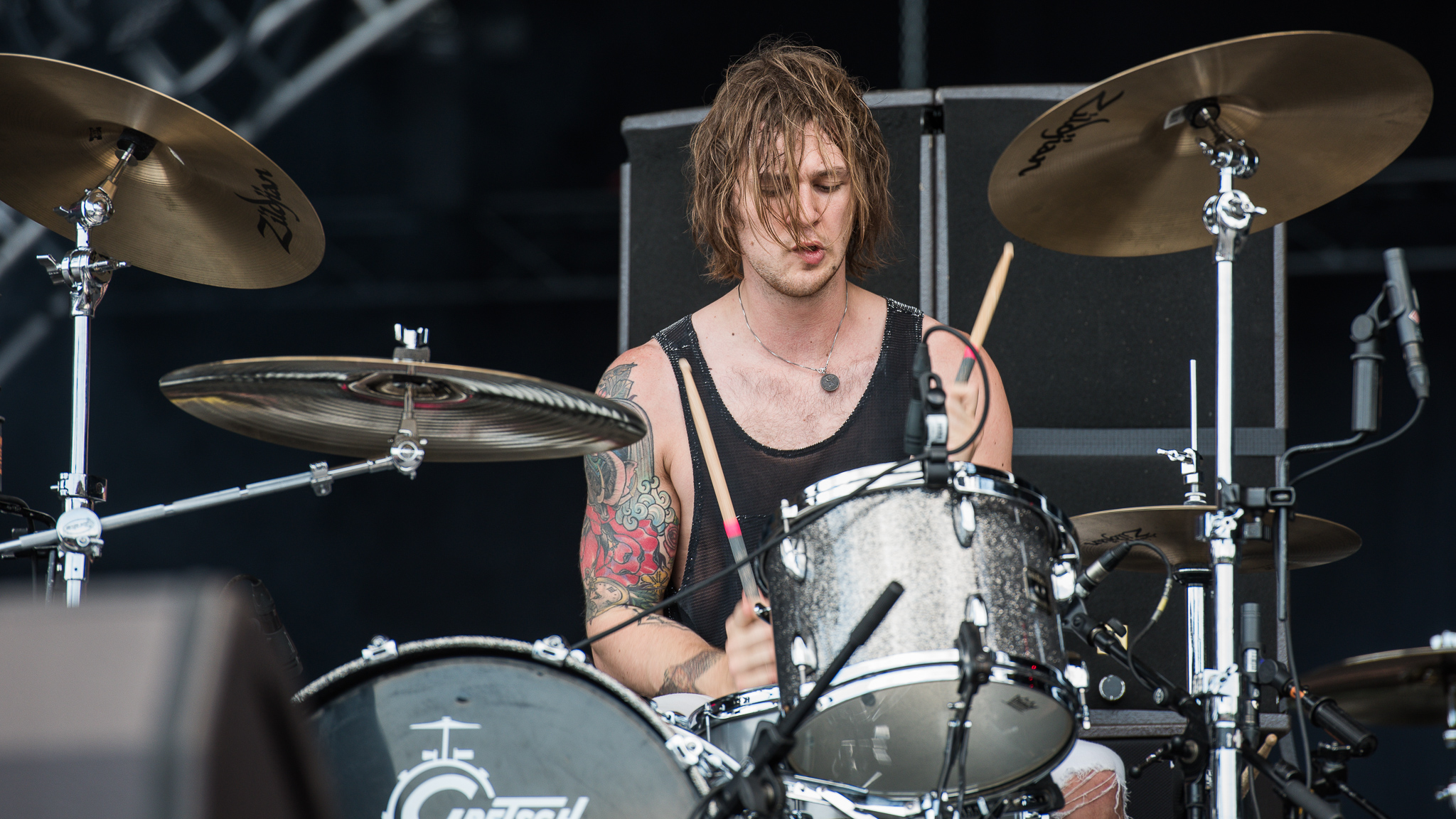
Gethin Davies actuando en 2016

En junio de 2018, la banda anunció que habían terminado de grabar su segundo álbum. Luke Spiller comentó, "Yo creo que a todo el mundo le va a gustar. Aunque la banda ha vivido con las canciones del primer álbum, se necesitaban canciones frescas. Creo que es importante darle a la gente de lo que le gusta." Una vez terminaron su gira con Foo Fighters, The Struts se embarcaron en la gira Body Talks, con las bandas Spirit Animal y White Reaper. La banda también ha colaborado con la cantante Kesha para su sencillo "Body Talks". The Struts lanzaron su sencillo "Bulletproof Baby" en septiembre, y lanzaron su segundo álbum, Young & Dangerous el 26 de octubre de 2018.

## Discografía
Álbumes de estudio
- 2016: Everybody Wants
- 2018: YOUNG&DANGEROUS
- 2020: Strange Days
- 2023: Pretty Vicious

Sencillos y EP
- 2014: Kiss This EP
- 2016: Put Your Hands Up
- 2016: Ballroom Blitz
- 2017: Live And Uplugged
- 2017: One Night Only
- 2019: Dancing In The Street
- 2019: Pegasus Seiya
- 2021: Low Key In Love
- 2021: We Will Rock You

## Vida personal
El bajista de The Struts, Jed Elliot, mantiene una relación con la cantante de Little Mix, Jade Thirlwall desde enero de 2016. Según Jed, se conocieron en agosto de 2015 después de que su amigo en común, Jake Roche, de la banda Rixton, quien estaba comprometido en aquel momento con Jesy Nelson, otra integrante de Little Mix, los presentara en Los Ángeles.
La novia de Luke Spiller es la modelo Laura Cartier Millon. Mantienen una relación desde el 14 de febrero de 2014.